# Snapshot
Snapshot é um jogo de plataforma indie desenvolvido pela Retro Affect e divulgado em 30 de agosto de 2012 para Microsoft Windows, Mac OS e Linux.

## Gameplay
O jogador controla um personagem em um ambiente 2D, podendo controlar o movimento para a esquerda, direita e ainda saltar. Além disso, também pode controlar o visor da câmera para tirar fotografias rápidas (o snapshot, daí o nome do jogo), com o mouse. Quando captura algum objeto do jogo, ele some do ambiente e é armazenado na câmera, na forma de imagem, podendo retornar quando o jogador decidir para assim ser usado para passar certos obstáculos que o possam impedir de progredir no jogo. É possível manter até 3 fotos simultaneamente.
Além de completar os níveis, há recompensas quando cumpre-se alguns desafios extras: tirar foto de um determinado item da fase e mante-la até finaliza-la, terminar a fase em um determinado tempo, coletar todas as estrelas.

## Desenvolvimento
Snapshot foi o segundo projeto do programador Kyle Pulver, cujo trabalho é realizado em Tempe, Arizona, que o desenvolveu junto com a Retro Affect.

O jogo foi desenvolvido usando a biblioteca gráfica SDL.

## Reações
O jogo foi bem recebido pela crítica. Detém a nota 74/100 no Metacritic.